# Fenicjanki
Fenicjanki – tragedia grecka napisana przez Eurypidesa w V w. p.n.e. Jest to jedno z 18 jego zachowanych do dzisiaj dzieł.